# Melting Me Softly
Melting Me Softly (날 녹여주오?, lett. "Scioglimi") è un drama coreano trasmesso su tvN dal 28 settembre al 17 novembre 2019.

## Trama
Ma Dong-chan e Go Mi-ran prendono parte a un esperimento di 24 ore in cui entrambi sono congelati. Le cose non vanno come previsto e si svegliano dalla capsula congelata 20 anni dopo invece che 24 ore. Per sopravvivere agli effetti collaterali del sonno criogenico, devono seguire una serie di restrizioni per mantenere la temperatura corporea a 31,5 °C e mantenere la frequenza cardiaca normale. Lo scienziato dietro l'esperimento è l'unico che conosce la chiave della loro sopravvivenza ma ha perso la memoria dopo un incidente. Corsa contro il tempo, la storia si concentra sul tentativo di due individui dinamici di riprendere la normalità e recuperare il tempo perduto delle loro vite.

## Personaggi
- Ma Dong-chan, interpretato da Ji Chang-wook
- Go Mi-ran, interpretata da Won Jin-ah
- Na Ha-yeong, interpretata da Yoon Se-ah e Chae Seo-jin (da giovane)